# Sexy!
Sexy! (TV-Titel: Sexy! Männer gehören an die Leine, Originaltitel: Boys’ Night Out) ist eine US-amerikanische Filmkomödie von Michael Gordon aus dem Jahr 1962, die auf einer Erzählung von Marvin Worth und Arne Sultan basiert.

## Handlung
Der Junggeselle Fred Williams und seine drei verheirateten Freunde George, Doug und Howard sind Pendler, die aus Connecticut kommen und in Manhattan arbeiten. Die vier beschließen, in New York ein Apartment zu mieten. Dort soll eine attraktive Blondine für sie da sein. Auf eine Zeitungsannonce meldet sich die junge hübsche Cathy, die die Bedingungen akzeptiert.
Die vier Freunde wissen nicht, dass Cathy Soziologie studiert und an ihrer Doktorarbeit mit dem Titel „Das unreife sexuelle Verhalten des amerikanischen Mannes im Großstadtvorfeld“ arbeitet, die sie ihrem Dozenten Dr. Prokosch abliefern will. Prokosch ist nicht überzeugt, dass sie Männer findet, die mit ihr arbeiten wollen. Mit geschickten Manövern kann Cathy die Männer dazu bringen, ihre sexuellen Gelüste zu unterdrücken. Obwohl die Nächte, die sie mit Cathy verbringen, unschuldig verlaufen, belügen die drei verheirateten Männer Fred über den Verlauf ihrer Nächte mit Cathy. Fred ist eifersüchtig und macht ihr einen Antrag, den Cathy auch annimmt.
Mittlerweile haben die drei Ehefrauen durch den Privatdetektiv Bohannon herausbekommen, was in dem Apartment abläuft. Wütend tauchen die Damen dort auf. Cathy klärt alle über ihre wahre Motivation auf. Wütend will Fred verschwinden, doch die Frauen und auch seine Mutter Ethel können ihn zur Rückkehr ins Apartment bewegen. Fred wird zum vierten Mitglied in der Gruppe von verheirateten Männern, die ein Mal in der Woche eine Nacht in dem Apartment verbringen – zusammen mit der jeweiligen Ehefrau.

## Hintergrund
Die Uraufführung fand am 21. Juni 1962 statt. In Deutschland erschien der Film erstmals am 21. Dezember des gleichen Jahres. 
In kleineren Nebenrollen sind Zsa Zsa Gabor und Jim Backus zu sehen. Auch Komponist Frank De Vol hat einen kleinen Gastauftritt.
Der Titelsong, gesungen von Patti Page, und der Song Cathy wurden von Sammy Cahn (Text) und Jimmy Van Heusen (Melodie) komponiert.
Kim Novak, deren Produktionsgesellschaft Kimco Filmways Pictures den Film produzierte, spielte hier zum ersten Mal in einem Film, nachdem sie sich von Columbia Pictures getrennt hatte. Seitdem trat sie nur noch sporadisch vor der Kamera auf. Bis 1991 war sie nur noch in 14 Filmproduktionen sowie in 19 Folgen der Fernsehserie Falcon Crest zu sehen.

## Kritiken
Das Lexikon des internationalen Films bezeichnete Sexy! als „geschickt verpackte Parodie auf die in den USA damals populäre Sexualstatistik“. Die Filmzeitschrift Cinema hält den Film für eine „frühe Parodie auf die Sexhysterie der 60er“.
Variety zeigte sich enttäuscht. So überraschend und humorvoll die Vorlage gewesen sei, ist der Zuschauer gezwungen, die komödiantischen Elemente zu suchen. Sie seien nur vereinzelt in individuellen Gags und Situationen zu finden. Auch Bosley Crowther von der New York Times äußerte sich verhalten. Der Beginn erinnere ein wenig an Marty und Das Appartement, doch dieser Eindruck werde zerstört, wenn der Film sich in eine Ehestreitfarce verwandle.

## Auszeichnungen
Der Film erhielt 1963 eine Nominierung für den Golden Globe Award in der Kategorie Beste Komödie/Musical.